# جون دوناهو (رائد أعمال)
جون دوناهو (بالإنجليزية: John Donahoe) هو رائد أعمال أمريكي، ولد في 30 أبريل 1960 في إيفانستون في الولايات المتحدة.
شغل منصب الرئيس التنفيذي لشركة سرفس ناو ما بين فبراير 2017 إلى نهاية عام 2019.

## وصلات خارجية
- جون دوناهو على موقع مونزينجر (الألمانية)
- جون دوناهو على موقع إن إن دي بي (الإنجليزية)